# تمرد القوات الديمقراطية المتحالفة

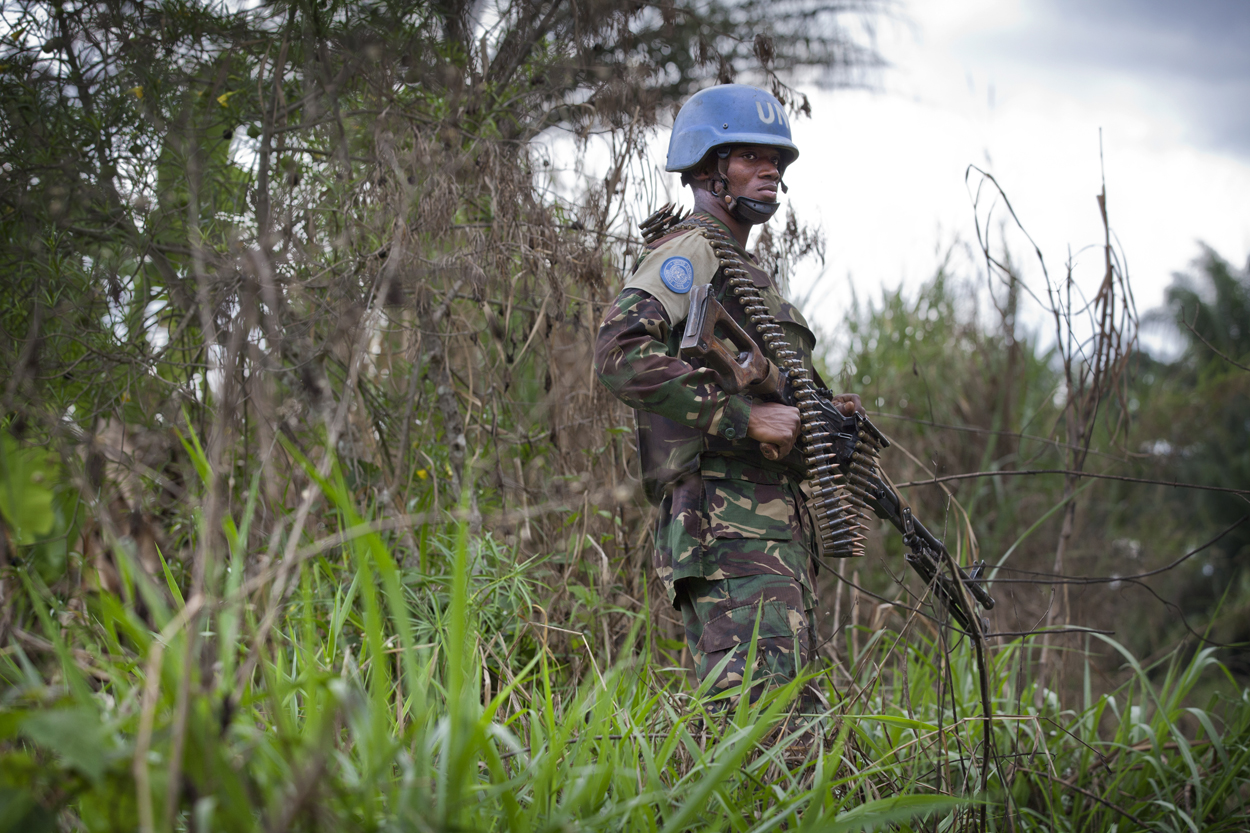
جندي اوغندي 2014

تمرد القوات الديمقراطية المتحالفة هو صراع مستمر خاضته القوات الديمقراطية المتحالفة في أوغندا وجمهورية الكونغو الديمقراطية ضد حكومتي هذين البلدين وضد بعثة منظمة الأمم المتحدة لتحقيق الاستقرار في جمهورية الكونغو الديمقراطية. بدأ التمرد في عام 1996، واشتد في عام 2013، ما أسفر عن مقتل المئات.
ومن المعروف أن قوات الحلفاء الديمقراطية تسيطر حاليًا على عدد من المعسكرات المخفية التي يقطنها حوالي 2000 شخص؛ في هذه المعسكرات، تعمل القوات الديمقراطية المتحالفة كدولة أولية مع «جهاز أمن داخلي وسجن وعيادات صحية ودار للأيتام» بالإضافة إلى مدارس للبنين والبنات.

## خلفية
تم تشكيل القوات الديمقراطية المتحالفة من قبل جميل موكولو، وهو مسلم أوغندي محافظ للغاية ينتمي إلى جماعة التبليغ. وُلِد موكولو باسم ديفيد ستيفن وتم تعميده ككاثوليكي، ثم تحول لاحقًا إلى الإسلام، واختار اسمًا مسلمًا وأصبح متطرفًا. وبحسب التصريحات فقد أمضى أوائل التسعينيات في الخرطوم في السودان، ليكون على اتصال شخصي مع أسامة بن لادن.
اندمجت القوات الديمقراطية المتحالفة مع فلول جماعة متمردة أخرى، هي الجيش الوطني لتحرير أوغندا خلال السنوات التي أعقبت سقوط عيدي أمين. كان الهدف الأولي للقوات الديمقراطية المتحالفة والجيش الوطني لتحرير أوغندا هو الإطاحة بحكومة الرئيس الأوغندي يوري موسيفيني، واستبدالها بدولة أصولية إسلامية. واصلت المجموعة تجنيد ضباط سابقين في الجيش الأوغندي، وكذلك متطوعين من تنزانيا والصومال. بتمويل من صناعات التعدين وقطع الأخشاب غير القانونية في جمهورية الكونغو الديمقراطية، أنشأت القوات الديمقراطية المتحالفة 15 معسكرًا منظمًا جيدًا في جبال روينزوري، الواقعة في المناطق الحدودية بين جمهورية الكونغو الديمقراطية وأوغندا. وظل التمرد غير متأثر بالعفو الحكومي وجهود الحوار، كتزوج الأعضاء من نساء محليات.
وبحسب مصادر استخباراتية، فقد تعاونت القوات الديمقراطية المتحالفة مع حركة الشباب وجيش الرب للمقاومة. باستقبال التدريب والدعم اللوجستي، مع مشاركة مباشرة محدودة من جانب حركة الشباب. ومن بين الرعاة المزعومين الآخرين للحركة حسن الترابي السياسي الإسلامي السوداني ورئيس جمهورية الكونغو الديمقراطية السابق موبوتو سيسي سيكو.
شنت قوات الحلفاء الديمقراطية والتي تشكلت في عام 1989 أولى هجماتها في عام 1995. كما اشتّد الصراع تدريجيًا وبلغَ ذروته في هجوم كلية كيتشوامبا التقنية عام 1998، والذي خلف 80 قتيلاً، واختطاف 80 آخرين. أجبرت الضغوط المستمرة من الجيش الأوغندي قوات الحلفاء الديمقراطية على نقل معظم أنشطتها إلى جمهورية الكونغو الديمقراطية المجاورة بحلول عام 2002. استمر التمرد على نطاق أصغر حتى عام 2013، وهو ما يمثل عودة نشاط قوات الحلفاء الديمقراطية، حيث أطلقت المجموعة حملة تجنيد إلى جانب العديد من الهجمات.

### عمليات القتل في بيني
اتهم تقرير صادر عن مجموعة الكونغو للأبحاث بجامعة نيويورك، والذي صدر في أيلول 2017، قادة الجيش الكونغولي بتدبير مذابح في بيني في الفترة من 2014 إلى 2016. وقد نقل عن عدة شهود قولهم إن قادة الجيش من ضمنهم الجنرال السابق في المنطقة أيدوا عمليات القتل ونظموها في بعض الحالات. وأوضحت المصادر أنه خلال بعض المجازر قام جنود بتأمين المحيط حتى لا يتمكن الضحايا من الهروب. وذكرت أن المذابح الأولى جرى تدبيرها في عام 2013 من قبل قادة سابقين للجماعة المتمردة من الجيش الشعبي الكونغولي، التي قاتلت في حرب الكونغو ما بين 1998-2003 لخلق تمرد جديد وتقويض الثقة في الحكومة المركزية لجمهورية الكونغو الديمقراطية. كان هؤلاء المتمردون يعملون مع القوات الديمقراطية المتحالفة وفقًا للتقرير. ومع ذلك، عندما بدأت المجازر اختار قادة الجيش العمل مع العديد من الشبكات الميليشياوية المحلية لإضعاف خصومهم.